# BABAM1
BABAM1 (англ. BRISC and BRCA1 A complex member 1) – білок, який кодується однойменним геном, розташованим у людей на короткому плечі 19-ї хромосоми. Довжина поліпептидного ланцюга білка становить 329 амінокислот, а молекулярна маса — 36 560.
| 10         |  | 20         |  | 30         |  | 40         |  | 50         |
| ---------- |  | ---------- |  | ---------- |  | ---------- |  | ---------- |
| MEVAEPSSPT |  | EEEEEEEEHS |  | AEPRPRTRSN |  | PEGAEDRAVG |  | AQASVGSRSE |
| GEGEAASADD |  | GSLNTSGAGP |  | KSWQVPPPAP |  | EVQIRTPRVN |  | CPEKVIICLD |
| LSEEMSLPKL |  | ESFNGSKTNA |  | LNVSQKMIEM |  | FVRTKHKIDK |  | SHEFALVVVN |
| DDTAWLSGLT |  | SDPRELCSCL |  | YDLETASCST |  | FNLEGLFSLI |  | QQKTELPVTE |
| NVQTIPPPYV |  | VRTILVYSRP |  | PCQPQFSLTE |  | PMKKMFQCPY |  | FFFDVVYIHN |
| GTEEKEEEMS |  | WKDMFAFMGS |  | LDTKGTSYKY |  | EVALAGPALE |  | LHNCMAKLLA |
| HPLQRPCQSH |  | ASYSLLEEED |  | EAIEVEATV  |  |            |  |            |

A: Аланін

C: Цистеїн

D: Аспарагінова кислота

E: Глутамінова кислота

F: Фенілаланін

G: Гліцин

H: Гістидин

I: Ізолейцин

K: Лізин

L: Лейцин

M: Метіонін

N: Аспарагін

P: Пролін

Q: Глутамін

R: Аргінін

S: Серин

T: Треонін

V: Валін

W: Триптофан

Кодований геном білок за функціями належить до регуляторів хроматину, фосфопротеїнів. 
Задіяний у таких біологічних процесах, як клітинний цикл, поділ клітини, пошкодження ДНК, репарація ДНК, мітоз, убіквітинування білків, ацетилювання, альтернативний сплайсинг. 
Локалізований у цитоплазмі, ядрі.